# Chakri Naruebet
Chakri Naruebet – tajlandzki lekki lotniskowiec (nr burtowy 911) zbudowany w hiszpańskiej stoczni. Okręt w czasie pokoju jest przeznaczony głównie do udzielania pomocy ofiarom klęsk żywiołowych. Jednostkę nazwano imieniem najstarszej księżniczki, córki króla Tajlandii dla uhonorowania panującej w Tajlandii od 1782 dynastii Chakri.

## Historia
Na początku lat 90. Królewska Marynarka Wojenna Tajlandii postanowiła wzmocnić swoją flotę o śmigłowcowiec desantowy. Początkowo zamówienie na opracowanie nowej jednostki zostało złożone w niemieckiej stoczni Bremer Vulcan. Projektowana jednostka miała wyporność 6000 t, jednak wraz z postępem prac projektowych wzrosła ona do 9800 t. Okręt miał zabierać 10 dużych śmigłowców i kutry desantowe na żurawikach. W lipcu 1991 doszło jednak do zerwania  wartego 220 milionów dolarów kontraktu. Oficjalnym powodem były opóźnienia w wydaniu licencji eksportowej przez stronę niemiecką.
Następnie jako wykonawcę wybrano hiszpańską stocznię Bazan, która zaoferowała projekt będący daleko zmodernizowaną wersją lekkiego lotniskowca "Principe de Asturias", wywodzącego się z projektu amerykańskiego. Zmianie uległ między innymi napęd, z jednośrubowego na dwuśrubowy. 17 marca 1992 podpisano na szczeblu międzyrządowym kontrakt na budowę okrętu na równowartość ok. 257 milionów dolarów. Budowa została rozpoczęta w październiku 1993 roku.
Oficjalnie stępkę pod budowę „Chakri Naruebet” położono 12 lipca 1994 roku. Wodowanie okrętu odbyło się 20 stycznia 1996 roku, a od listopada do stycznia kolejnego roku prowadzono próby morskie. Od kwietnia 1997 roku na okręcie trenowała w bazie Rota załoga i grupa lotnicza. Wejście do służby miało miejsce 27 marca 1997 roku, a okręt przybył do Tajlandii 10 sierpnia 1997 roku.
Okręt został przekazany do eksploatacji bez uzbrojenia i większości wyposażenia elektronicznego, w które miał być stopniowo wyposażany w czasie swojej eksploatacji. Zgodnie z danymi stoczni koszt w pełni wyposażonej jednostki wyniósł by około 365 milionów dolarów.
Kryzys gospodarczy, który nawiedził Azję w 1998, spowodował czasowe wyłączenie okrętu z eksploatacji.
"Chakri Naruebet" wziął udział w akcji ratunkowej po katastrofalnym tsunami w 2004.
Na wyposażeniu okrętu znalazły się oprócz śmigłowców samoloty pionowego i krótkiego startu i lądowania (V/STOL) AV-8S Matador (hiszpańska odmiana Harriera), których 9 sztuk (w tym jeden w wersji dwumiejscowej szkolnej) Tajlandia zakupiła równocześnie od Hiszpanii. Samoloty Harrier wycofano jednak z użycia w 2006 roku i lotniskowiec odtąd był używany z sześcioma posiadanymi przez Tajlandię wielozadaniowymi śmigłowcami S-70B7 Seahawk, mogącymi przenosić torpedy przeciw okrętom podwodnym.